# 1888 v dopravě
Tento článek obsahuje seznam událostí souvisejících s dopravou, které proběhly roku 1888.

## Říjen
- 1. října

 Rakouská společnost místních drah zahájila železniční provoz v úseku Hanušovice – Lipová Lázně.